# Sprite (Nước ngọt)
Sprite là một loại nước giải khát không màu, có vị chanh xanh - chanh vàng được sản xuất bởi Công ty Coca-Cola. Sprite có nhiều hương vị, bao gồm việt quất, anh đào, nho, cam, nhiệt đới, gừng và vani. Sprite được tạo ra để cạnh tranh chủ yếu với 7 Up của Keurig Dr Pepper.

## Lịch sử
Tên thương hiệu Sprite lần đầu tiên được thành lập bởi TC "Bud" Evans, một nhà đóng chai có trụ sở tại Houston, người cũng đã phân phối các sản phẩm của Coca-Cola, vào khoảng năm 1955 cho một dòng đồ uống có hương vị như dâu và cam; Quyền đối với tên đã được Công ty Coca-Cola mua lại vào năm 1960.
Thức uống chanh-chanh ngày nay được gọi là Sprite lần đầu tiên được phát triển ở Tây Đức vào năm 1959 với tên gọi Fanta Klare Zitrone ("Clear Lemon Fanta") và được giới thiệu tại Hoa Kỳ dưới tên Sprite vào năm 1961 như một đối thủ cạnh tranh của 7 Up. 